# 科尔蒙河畔圣马尔
科尔蒙河畔圣马尔（法語：Saint-Mars-sur-Colmont，法語發音：[sɛ̃ maʁ syʁ kɔlmɔ̃]）是法国马耶讷省的一个市镇，属于马耶讷区。

## 地理
科尔蒙河畔圣马尔（48°22'30"N, 0°41'51"W）面积16.39 平方千米，位于法国卢瓦尔河地区大区马耶讷省，该省份为法国西北部内陆省份，北起芒什省和奧恩省，西接伊勒-维莱讷省，南至曼恩-卢瓦尔省，东临萨尔特省。
与科尔蒙河畔圣马尔接壤的市镇（或旧市镇、城区）包括：勒帕、布勒塞、科尔蒙河畔沙蒂永、瓦索。

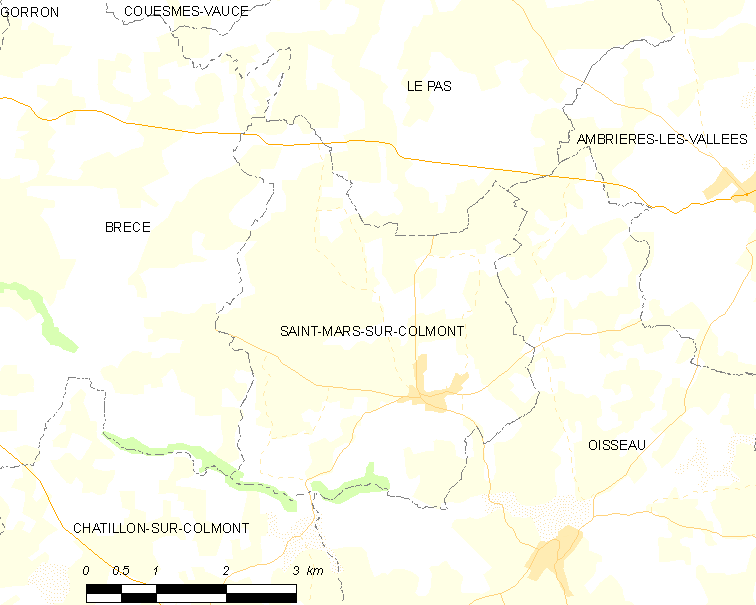
科尔蒙河畔圣马尔的OSM定位图

科尔蒙河畔圣马尔的时区为UTC+01:00、UTC+02:00（夏令时）。

## 行政
科尔蒙河畔圣马尔的邮政编码为53300，INSEE市镇编码为53237。

## 政治
科尔蒙河畔圣马尔所属的省级选区为戈龙县。

## 人口

1962-2008年间科尔蒙河畔圣马尔人口变化图示

科尔蒙河畔圣马尔于2022年1月1日时的人口数量为440人。